# Jaume Ferrer I
Jaume Ferrer I (Lleida, finals s. XIV - s. XV), va ser un pintor lleidatà de l'etapa del gòtic internacional. Va tenir taller de pintura on es va formar el seu fill Jaume Ferrer II, qui va estar actiu entre 1430-1460. La seva obra més coneguda és la taula de l'Epifania, l'única obra que hi ha signada - Jacobus Ferrerius - i que ha permès atribuir-li algunes altres.